# 首藤新八
首藤 新八（しゅとう しんぱち、1892年（明治25年）10月15日 - 1976年（昭和51年）7月20日）は、日本の実業家、政治家。衆議院議員。

## 経歴
大分県出身。1908年、中学就奨学館を卒業。
興和ゴム産業取締役社長、大分燐寸取締役社長、山陽織物取締役社長、甲陽ゴム工業取締役会長、貿易協会理事、国土観光連盟理事、ゴム産業復興会議常任理事、ゴム工業経営者協議会常任理事、神戸商工会議所常任理事、日本ゴム工業会副会長、兵庫県重要産業協議会副会長、兵庫県ゴム産業復興会議長、自転車タイヤ工業会理事長などを歴任。
1949年1月、第24回衆議院議員総選挙に兵庫県第1区から民主自由党所属で立候補し当選。以後、第25から第27回、第29回総選挙でも当選し、衆議院議員を通算五期務めた。この間、第3次吉田内閣・通商産業政務次官、自由党総務、日本民主党総務、自由民主党総務、中小企業対策特別委員長などを歴任した。
1965年4月の春の叙勲で勲二等に叙され、瑞宝章を受章する。
1976年7月20日、死去。83歳没。同月23日、特旨を以て位記を追賜され、死没日付で正四位に叙された。